# (38124) 1999 JV43
1999 JV43 (asteroide 38124) é um asteroide da cintura principal. Possui uma excentricidade de 0.14462040 e uma inclinação de 4.17642º.
Este asteroide foi descoberto no dia 10 de maio de 1999 por LINEAR em Socorro.